# RISC
RISC je kratica za Reduced Instruction Set Computer ili tip središnje jedinice (procesora) sa smanjenim skupom naredaba.  Filozofija RISC-a svodi se na:
- stvaranje procesora s manjim opsegom naredaba
- povećanjem broja registara dostupnim CPU
- stavljanjem cache memorija na CPU
- korištenje tzv. pipelining-a koji omogućuje izvršavanje više naredaba unutar jednog otkucaja unutarnjeg sata CPU-a

## Primjeri RISC središnjih jednica
- ARM
- R2000
- PowerPC
- SPARC

::Napomena: Većina novih procesora je bazirani na arhitekturi RISC u samoj svojoj jezgri, no takvi procesori prevode instrukcijski set CISC u RISC da bi se postigla veća brzina izvršavanja. Prvi takvi procesori datiraju iz doba Pentiuma 1.

## Vanjske poveznice
- Građa računalskih sustava[neaktivna poveznica] Pregled arhitektura CISC i RISC računala